# Brink (videojuego)
Brink es un videojuego de disparos en primera persona desarrollado por Splash Damage y distribuido por Valve Corporation y Bethesda Softworks para PlayStation 3, Xbox 360 y Microsoft Windows. Fue lanzado el 10 de mayo de 2011 en Estados Unidos y el 13 de mayo del mismo año en Europa y Australia. El videojuego de Splash Damage y Bethesda es gratuito en Steam.

## Argumento
El agua ha inundado todo el mundo conocido. Solo la ciudad llamada "El Ark" sobrevive a este desastre. Construida como la nueva esperanza de la humanidad, la ciudad, (o como es llamada en el juego, simplemente "El Ark") lentamente ha estado decayendo en las epidemias y enfermedades. Debido a esto surgen 2 facciones: La Seguridad y La Resistencia.

### La Seguridad
Sus intereses se centran en salvar el Ark. La Resistencia cree que en el exterior aún hay vida, y aunque La Seguridad lo niega, conocen la verdad. Años atrás enviaron un equipo de Seguridad al exterior para pedir ayuda. Capturaron al equipo y lo torturaron para que confesasen donde se encontraba el Ark, así que tuvieron que trasladarlo. Por ese motivo quieren impedir que La Resistencia salga al exterior. Si completamos la campaña con este bando, el Ark recuperará su esplendor y La Resistencia será sometida. 

### La Resistencia
Sus intereses se centran en escapar del Ark. Combaten contra La Seguridad porque esto no quieren perder más ciudadanos debido a que creen que escapar del Ark significa una muerte segura, y que muchos ciudadanos más podrían imitarlos.´Si completamos la campaña con este bando, se verá una escena en la que un barco solitario se aleja del Ark, hacia un destino incierto.

## Curiosidades
En una de las misiones alternativas de Seguridad, el hombre que nos habla al inicio de la misión nos dice que si hay vida fuera del Ark, pero que son unos salvajes y que torturaron hasta la muerte al último equipo de avanzada que fue enviado para conocer la ubicación del Ark. En la misión debemos evitar que un avión con gente de la Resistencia despegue a las tierras desconocidas.

## Jugabilidad
Uno de los aspectos que los desarrolladores resaltaron fue que el juego sería especialmente realista, y una de las frases del juego es "No solo un héroe más", debido a que, en términos básicos, el personaje tiene la misma salud y velocidad que los otros jugadores, sean humanos o bots. También hay diferentes tipos de soldado, cada uno con sus propias habilidades, los cuales pueden ser cambiados en los puestos de mando que están en diferentes lugares del juego. También tenemos la opción de personalizar nuestro personaje con diferentes armas, ropa, accesorios, armaduras y habilidades especiales, así podremos personalizar nuestro personaje para especializarlo en diferentes cosas.